# Uladzislau Andreyeu
Uladzislau Andreyeu, né le 4 mai 1987, est un lutteur libre biélorusse.

## Palmarès

### Championnats du monde
- Médaille de bronze en catégorie des moins de 57 kg en 2014 à Tachkent

### Championnats d'Europe
- Médaille d'argent en catégorie des moins de 55 kg en 2013 à Tbilissi
- Médaille de bronze en catégorie des moins de 55 kg en 2018 à Kaspiisk
- Médaille de bronze en catégorie des moins de 55 kg en 2011 à Dortmund
- Médaille de bronze en catégorie des moins de 55 kg en 2009 à Vilnius